# Quan hệ Bulgaria – Việt Nam
Quan hệ Việt Nam - Bulgaria là mối quan hệ ngoại giao giữa Cộng hòa xã hội chủ nghĩa Việt Nam và Cộng hòa Bulgaria. Hai quốc gia 
đã thiết lập quan hệ ngoại giao vào ngày 8 tháng 2 năm 1950. Bulgaria có đại sứ quán ở Hà Nội và Việt Nam có đại sứ quán ở Sofia.

## Hợp tác

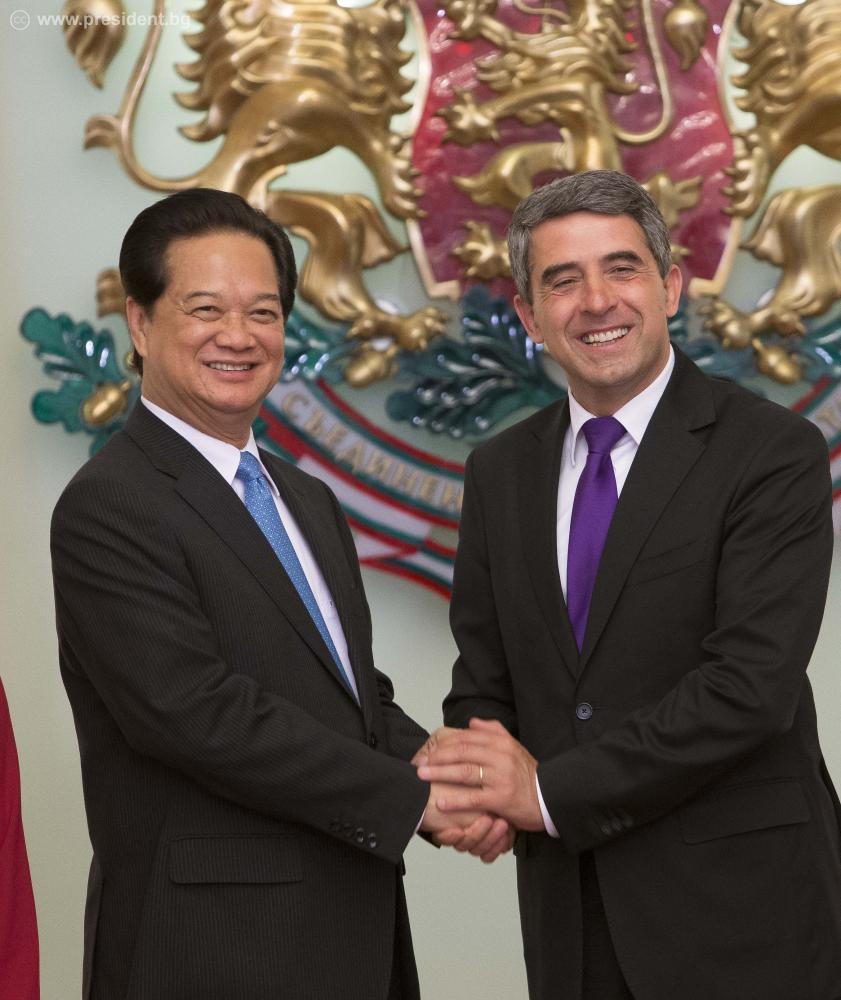
Tổng thống Bulgaria Rosen Plevneliev và Thủ tướng Việt Nam Nguyễn Tấn Dũng

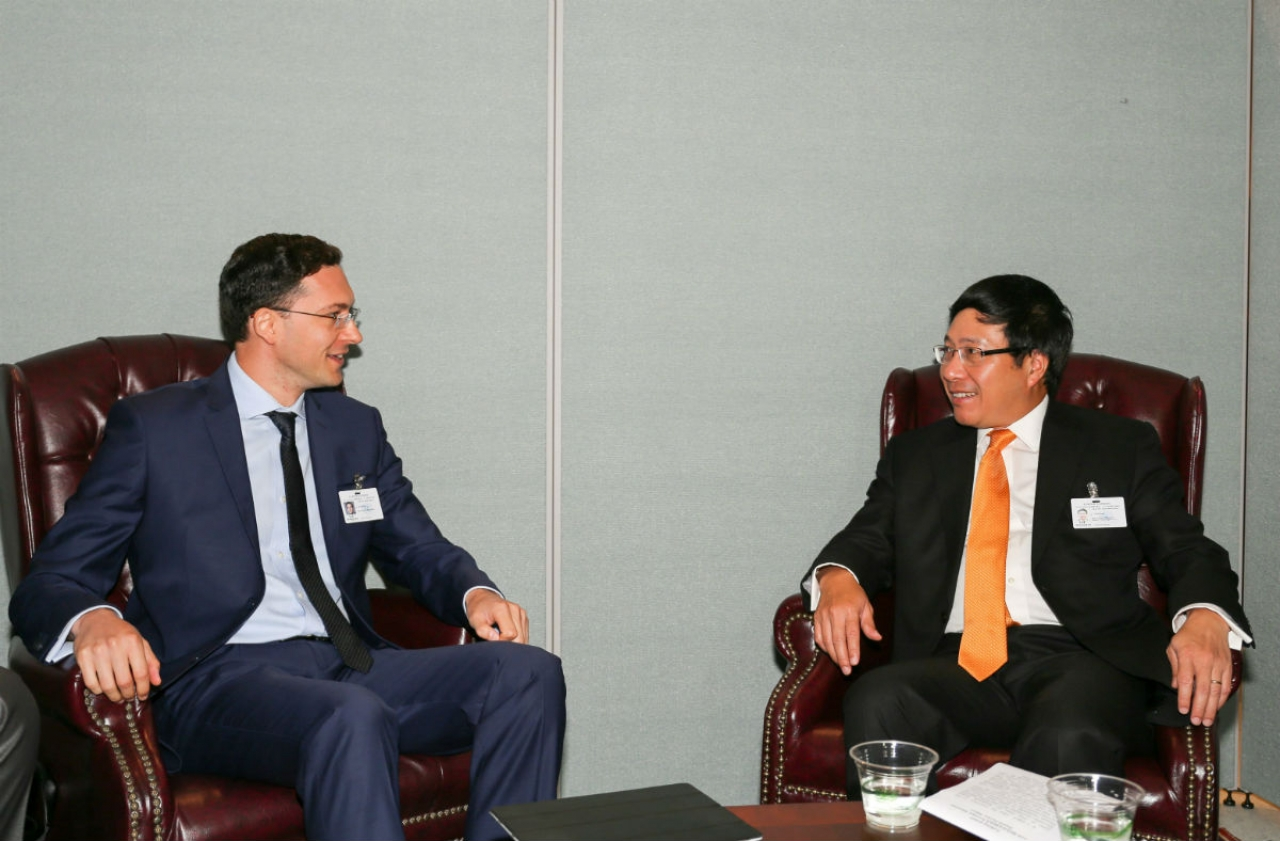
Bộ trưởng Daniel Mitov gặp Bộ trưởng Phạm Bình Minh.

Năm 2006, chính phủ Bulgaria đồng ý với Việt Nam trong một dự án hợp tác chăm sóc sức khỏe. Kế hoạch hai năm này bao gồm hợp tác trong nhiều lĩnh vực, chủ yếu là chăm sóc sức khỏe công cộng, giúp đỡ bệnh nhân nội trú và ngoại trú, an ninh lương thực và giáo dục y tế.

## Đại sứ quán, lãnh sự quán

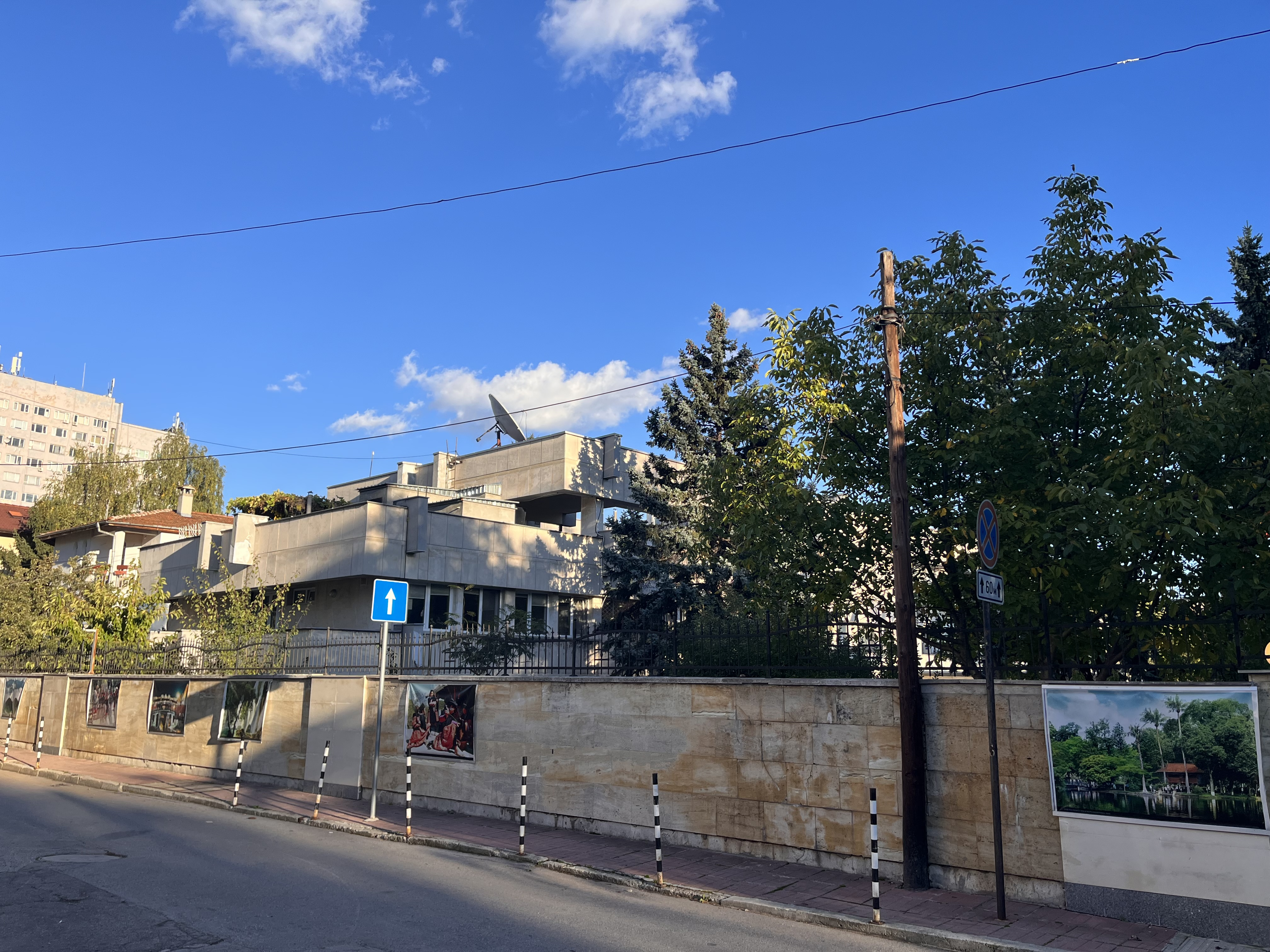
Đại sứ quán Việt Nam tại Sofia

- Tại Việt Nam : 
- Hà Nội (Đại sứ quán)

- Tại Bulgaria : 
- SofiaĐại sứ quán Việt Nam tại Sofia